# Jacques Collin de Plancy
Jacques Albin Simon Collin de Plancy (Plancy-l'Abbaye, 28. siječnja 1793. – Pariz, 13. siječnja 1881.), francuski demonolog, okultist i pisac koji je napisao i izdao više knjiga o demonologiji i okultizmu.
Najpoznatije mu je djelo Dictionnaire Infernal koje je prvi put izdano 1818. godine. Kasnija izdanja bilježe promjene u tekstu i u opremi izdanja. Šesto je izdanje iz 1863. godine bogato ilustrirao francuski slikar Louis Le Breton.
Preselio se u Pariz 1812. godine gdje je osnovao i vodio knjižaru. Zbog malverzacija u poslovima s nekretninama morao je izbjeći u Bruxelles, odakle se vratio 1837. godine u Pariz. U međuvremenu je konvertirao na katoličku vjeru, zbog čega je promijenio dotadašnje stavove, što je vidljivo u kasnijim izdanjima njegove knjige Dictionnaire Infernal, koja su tekstualno izmijenjena u odnosu na prvo izdanje.
Godine 1846. izdao je još jedan popis demona u knjizi Dictionnaire Sciences Occultes et des Idées superstitieuses.